# Combat de Fooïta
Guerre du Mali
Batailles
Le combat de Fooïta est un incident opposant des militaires maliens à des combattants du MNLA, trois mois après la signatures des accords de Ouagadougou visant à mettre fin à la guerre du Mali.

## Déroulement
L'affrontement éclate à Fooïta, près de Léré, non loin de la frontière mauritanienne, le 11 septembre 2013, cependant les versions sur le déroulement du combat divergent. L'armée malienne affirme mener une opération de sécurisation contre le banditisme et dément avoir affronté le MNLA,,. Le lieutenant-colonel Souleymane Maïga, porte-parole de l'armée malienne déclare : « Nous avons constaté qu'il y a eu des vols de bétails. Des forains sont attaqués, dépossédés de leurs biens. La population elle-même se plaint de ce banditisme. Si des individus sèment la terreur au sein de la population en se faisant passer pour des combattants du Mouvement national de libération de l’Azawad, je pense qu’il y a vraiment un problème. »
Selon le capitaine malien Modibo Naman Traoré : « Une patrouille militaire est tombée sur des hommes en armes se déplaçant à bord de quatre véhicules tout-terrain. Ils ont refusé d'obéir aux ordres des militaires et ont ouvert le feu sur les soldats. »
De son côté le MNLA, affirme qu'il s'agit d'une agression de l'armée malienne et d'une violation des accords de paix. Selon eux l'attaque a eu lieu dans une zone de regroupement en vue d'un cantonnement qui devait être établi conformément aux accords de Ouagadougou et avec l'aval de l'armée malienne. Cependant celle-ci dément avoir été informée de ce regroupement. Selon un porte-parole du MNLA contacté par RFI, environ 20 pick-up et huit blindés de l'armée malienne ont encerclé le camp de Fooïta où étaient retranchés des combattants du MNLA et du HCUA,.
Le MNLA dénonce également l'arrestation de plusieurs civils et réclame leur libération. Les militaires maliens affirment qu'une vingtaine de personnes ont été arrêtées parce que des armes avaient été trouvées chez elles. D'après la presse malienne, 11 combattants du MNLA qui se livraient au banditisme ont été arrêtés dans la région de Tombouctou deux jours avant le combat de Fooïta.

## Pertes
Le lieutenant-colonel Diarran Koné, du ministère de la Défense, affirme que trois soldats de l'armée malienne ont été blessés lors de l'affrontement et que trois « bandits » ont été tués,. D'après le lieutenant-colonel Souleymane Maïga, une dizaine d'hommes ont été faits prisonniers par les militaires.
Selon Jeune Afrique, le MNLA déclare ne déplorer qu'un blessé et avoir tué 11 soldats de l'armée malienne. D'après Mahamadou Djéri Maïga, vice-président du MNLA, deux hommes de son mouvement ont été blessés et plusieurs militaires maliens tués,.